# Hadise
Hadise, vero nome Hadise Açıkgöz (Mol, 22 ottobre 1985), è una cantante e conduttrice televisiva belga con cittadinanza turca.
Ha rappresentato la Turchia all'Eurovision Song Contest del 2009, tenutosi a Mosca (Russia), con la canzone Düm Tek Tek.

## Biografia
Nata in Belgio da genitori turchi, all'età di 17 anni, nel 2003, partecipa alla prima edizione di Idool, versione fiamminga del format Idols. Nel 2004 publlica il singolo Sweat. Fanno seguito Stir Me Up e Milk Chocolate Girl. Nel 2005 raggiunge il successo dopo aver pubblicato il suo album d'esordio Sweat.
Con l'eponimo Hadise (2008) conferma il successo sia in Belgio che in Turchia. Dall'album vengono estratti i singoli: A Good Kiss, My Body e My Man and the Devil on His Shoulder, Deli Oğlan e Aşkkolik. Nel 2009 prende parte all'Eurovision Song Contest, tenutosi a Mosca (Russia), nel quale rappresenta la Turchia con la canzone Düm Tek Tek e si classifica al quarto posto nella finale. Nel maggio dello stesso anno pubblica il suo terzo album in studio Fast Life. Sempre nel 2009, alcuni mesi dopo, esce anche l'album Kahraman.
Partecipa stabilmente a diversi programmi musicali in televisione tra cui O Ses Türkiye (dal 2011) e X Factor Belgium.

## Vita privata
Conosce cinque lingue: francese, inglese, olandese, tedesco e turco.

## Filmografia

### Attrice
- Jet Sosyete - serie TV, episodio 2x05 (2018)
- Esas Oglan - serie TV, 8 episodi (2024-2025)

### Sceneggiatrice
- Hadise Olsun, regia di Senol Korkmaz - videoclip (2021)

## Discografia

### Album in studio
- 2005 – Sweat
- 2008 – Hadise
- 2009 – Fast Life
- 2009 – Kahraman
- 2011 – Ask kaç beden giyer
- 2014 – Tavsiye
- 2017 – Şampiyon

### Singoli
- 2007 – A Good Kiss
- 2008 – My Body
- 2008 – My Man and the Devil on His Shoulder
- 2009 – Düm Tek Tek
- 2012 – Biz burdayız
- 2013 – Visal
- 2019 – Geliyorum yanına
- 2020 – Küçük bir yol
- 2021 – Aşka kapandım
- 2021 – Hay hay
- 2021 – Coş dalgalan
- 2022 – İmdat (con Murda)
- 2023 – Feryat
- 2023 – Sen dönene kadar (con Murda)
- 2023 – Sevmiyo
- 2024 – Hayat oyunu
- 2024 – Baksana bana
- 2025 – Gecenin en köründe
- 2025 – Fırtınam

## Videografia

### Videoclip
- Visal, regia di Hulya Acikgoz (2013)
- Prenses (2014)
- Ask Dedigin, regia di Senol Korkmaz (2019)
- Geliyorum Yanina, regia di Senol Korkmaz (2019)
- Olsun, regia di Senol Korkmaz (2021)
- Hay Hay, regia di Senol Korkmaz (2021)
- Feryat, regia di Utku Kemal Durmaçalis (2023)